# Theodor I. (Byzanz)

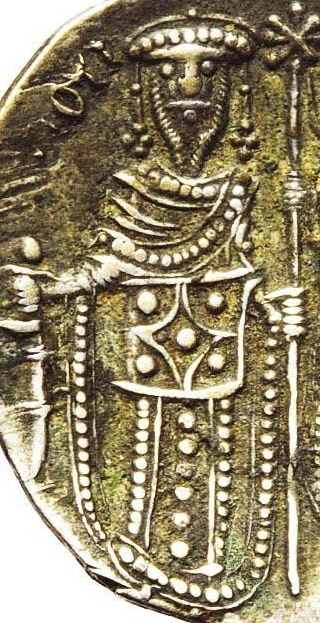
Kaiser Theodor I. Laskaris mit Schwert, Stab, Kreuzkrone, Loros und Sagion auf einer Aspron Trachy Münze

Theodor(os) I. Laskaris (mittelgriechisch Θεόδωρος Αʹ Λάσκαρης; * um 1174; † 1222) war von 1205 (1205 ausgerufen, 1208 gekrönt) bis 1222 byzantinischer Kaiser im Kaiserreich Nikaia. Er gehörte dem Geschlecht der Laskariden an.

## Leben
Theodor war der Schwiegersohn des Kaisers Alexios III. und Bruder von Konstantin Laskaris, der von 1204 bis 1205 für einige Monate Kaiser des Byzantinischen Reiches war.
Theodor Laskaris zeichnete sich zusammen mit seinem Bruder Konstantin Laskaris bei der Verteidigung Konstantinopels gegen die christlich-lateinischen Kreuzritter während des Vierten Kreuzzuges von 1203 bis 1204 aus. Da der Versuch, in Konstantinopel den Widerstand gegen die Eroberer zu organisieren, misslang, flohen sie, scharten in Bithynien eine Gruppe von Flüchtlingen um sich, ließen sich in der Stadt Nikaia nieder und gründeten das größte der drei byzantinischen Exilreiche, das Kaiserreich Nikaia.
Nachdem sein Bruder Konstantin Laskaris am 19. März 1205 im Kampf gegen Balduin I., den ersten Kaiser des Lateinischen Kaiserreichs von Konstantinopel, gefallen war, wurde Theodor im selben Jahr zum Kaiser ausgerufen.

Das Lateinische Kaiserreich und die drei byzantinischen Exilreiche (Kaiserreich Nikaia, Kaiserreich Trapezunt, Despotat Epirus) nach der Eroberung Konstantinopels 1204.

Die junge durch die Kreuzfahrer stark bedrängte byzantinische Exilbewegung wurde nur durch den Ausbruch des Krieges zwischen den Bulgaren und Lateinern und durch den großen bulgarischen Sieg bei Adrianopel gerettet. Damit war vorübergehend die lateinische Bedrohung Kleinasiens beseitigt. Als Heinrich von Flandern, der Nachfolger des von den Bulgaren gefangen genommenen Kaisers Balduin, 1206 wieder nach Kleinasien einrückte, geschah dies mit weniger Kräften und nur für kurze Zeit, denn nach anfänglichen Erfolgen musste er bald wieder auf den Balkan zurückkehren, um sich dort den Bulgaren entgegenzustellen. So kam es 1207 zu einem zweijährigen Waffenstillstand, der es Theodor ermöglichte, seine Macht weiter zu konsolidieren und auf eine feste formelle Grundlage zu stellen. Im Frühjahr 1208 wurde in Nikaia mit Michael IV. Autoreianos ein neuer orthodoxer Patriarch erhoben, der den lateinischen Patriarchen den Anspruch auf die Fortsetzung des Patriarchats von Konstantinopel streitig machte, und wenig später wurde Theodor nun auch offiziell und in aller Form zum Kaiser der Rhomäer gekrönt. Nikaia hatte damit endgültig die Erbschaft des zerstörten Byzantinischen Reiches angetreten.
In den nächsten Jahren erweiterte Theodor sein Kaiserreich auf Kosten des Kaiserreichs Trapezunt und führte einen erfolgreichen Gegenangriff auf Kai Chosrau I., den Sultan von Rum, der durch seinen Schwiegervater, den abgesetzten Kaiser Alexios III., zum Krieg gegen ihn angestiftet worden war. Theodors krönender Sieg gelang ihm 1211 in der Schlacht bei Antiochia am Mäander in Karien, als Kai Chosrau I. auf dem Schlachtfeld fiel, er Alexios III. gefangen nahm und die Stadt selbst den Türken entriss.
Gegen Ende seiner Herrschaft regierte er ein Gebiet, das grob den römischen Provinzen Asia und Bithynien entsprach. Obwohl es keinen Beweis von politischer Qualität von ihm gibt, ermöglichte er dennoch durch seinen Mut und sein militärisches Geschick der byzantinischen Nation das Überleben.

## Familie
Er heiratete 1199 in erster Ehe die geschiedene Anna Komnene Angeloi († 1212), eine Tochter des Alexios III. Angelos, Kaiser von Byzanz (1195–1203) und der Euphrosyne Dukaina Kamatera (* um 1143, † um 1211), einer Tochter des Andronikos Dukas Kamateros († 1185, hingerichtet) und der Ne Kantakuzene.
Am 24. November 1214 heiratete er in zweiter Ehe Philippa von Armenien (* 1183, geschieden 1216, † vor 1219), Tochter von Ruben III., Herrscher des Armenischen Königreichs von Kilikien aus dem Haus der Rubeniden.
Eine dritte Ehe schloss er 1219 mit Maria von Courtenay, einer Tochter von Peter von Courtenay aus dem Haus der Kapetinger und Jolante von Flandern. Letztere hatte als Regentin des Lateinischen Kaiserreiches 1217–1219 mit ihm Frieden geschlossen.

### Nachkommen
Aus der Ehe mit Anna Komnene Angeloi gingen hervor:
- Eudokia/Sophia Laskarina war zweimal vermählt:

1222 verlobt mit Robert von Courtenay
⚭ 1.) Friedrich II. „der Streitbare“ Herzog von Österreich und der Steiermark (1230 – 1246)
⚭ 2.) v. 1230 Anseau de Cayeux, 1238 Regent des Lateinischen Kaiserreiches von Konstantinopel, † n. 1240.)
- Irene Laskarina († 1239 als Nonne Eugenia) wurde zweimal vermählt:

⚭ 1.) 1212 oder 1216 mit Andronikos Palaiologos, Despotes, † um 1216
⚭ 2.) um 1216 mit Johannes III. Dukas Vatatzes (Batatzes), der als Nachfolger seines Schwiegervaters 1222 bis 1254 Kaiser von Byzanz zu Nikaia war.
- Maria Laskarina († 1270)

⚭ 1216 Bela IV. „Venerabilis“, König von Ungarn (1235–1270), (* November 1206, † 3. Mai 1270) aus dem Haus der Arpaden